# Turčianske Teplice
Turčianske Teplice és una ciutat d'Eslovàquia. Es troba a la regió de Žilina, és capital del districte de Turčianske Teplice. El 2001 tenia 7.031 habitants.

## Història
La primera menció escrita de la vila es remunta al 1281.

## Demografia
| Godina             | 1994 | 2004   | 2014   | 2024   |
| ------------------ | ---- | ------ | ------ | ------ |
| Nombre de persones | 7285 | 6929   | 6518   | 6069   |
| Diferència         |      | −4,88% | −5,93% | −6,88% |

| Godina             | 2023 | 2024   |
| ------------------ | ---- | ------ |
| Nombre de persones | 6178 | 6069   |
| Diferència         |      | −1,76% |

## Ciutats agermanades
La vila de Turčianske Teplice està agermanada amb:
- Holešov, República Txeca
- Havířov, República Txeca
- Skawina, Polònia
- Wisla, Polònia
- Arandjelovac, Polònia